# Brookhaven National Laboratory
Brookhaven National Laboratory – multidyscyplinarne laboratorium naukowe w USA (stan Nowy Jork, hrabstwo Suffolk), w centralnej części wyspy Long Island. Założone po drugiej wojnie światowej
na miejscu wcześniejszej bazy wojskowej Camp Upton miało za zadanie prowadzić badania nad pokojowym wykorzystaniem energii jądrowej. Jednym z założycieli laboratorium był pochodzący z Polski Izaak Rabi.
Obecnie w Brookhaven prowadzi się badania w dziedzinie fizyki, chemii i biologii. W ciągu swojego istnienia jego uczeni zdobyli łącznie osiem nagród Nobla.
Laboratorium zajmuje zalesiony teren o powierzchni około 5 tysięcy akrów.
Z prawnego punktu widzenia laboratorium stanowi prywatną firmę Brookhaven Science Associates, której głównymi udziałowcami jest grupa amerykańskich uniwersytetów, finansowana na mocy kontraktu z Departamentem Energii rządu USA.
W latach 80. XX wieku zajmowało teren ok. 1400 ha i zatrudniało ok. 2800 pracowników, w tym 400 naukowych. Znajdowały się tam 2 akceleratory  protonów, kosmotron 3 GeV, synchrotron 30 GeV, cyklotron, i 3 reaktory jądrowe.